# Besir Demiri
Besir Demiri, maced. Бесир Демири (ur. 1 sierpnia 1994 w Skopju) – macedoński piłkarz pochodzenia albańskiego, grający na pozycji pomocnika lub obrońcy.

## Kariera piłkarska

### Kariera klubowa
Wychowanek klubu KF Shkupi, w barwach którego w 2012 rozpoczął karierę piłkarską. W styczniu 2015 przeniósł się do Shkëndii Tetowo. W grudniu 2016 został zaproszony do Wardaru Skopje. 13 lutego 2017 roku podpisał kontrakt z ukraińskim FK Mariupol. 31 maja 2019 opuścił mariupolski klub. Następnie został piłkarzem MŠK Žilina.

### Kariera reprezentacyjna
Od 2014 występował w młodzieżowej reprezentacji Macedonii. W 2016 debiutował w reprezentacji Macedonii

## Sukcesy

### Sukcesy klubowe
Shkëndija Tetowo
- zdobywca Pucharu Macedonii: 2015/16

Wardar Skopje
- mistrz Macedonii: 2016/17